# سندرم استفراغ کانابینوئیدی
سندرم استفراغ کانابینوئیدی (به انگلیسی: Cannabinoid hyperemesis syndrome) یک اختلال مزمن است که منجر به استفراغ شدید ناشی از مصرف مقادیر بالایی از ماری‌جوآنا می‌شود. افراد مبتلا به این سندرم ممکن است تا ۲۰ بار در طول شبانه‌روز استفراغ کنند.
از کاپسِی‌سین برای درمان این بیماری استفاده می‌شود.